# NGC 4836
NGC 4836 é uma galáxia espiral (Scd) localizada na direcção da constelação de Virgo. Possui uma declinação de -12° 44' 37" e uma ascensão recta de 12 horas, 57 minutos e 34,2 segundos.
A galáxia NGC 4836 foi descoberta em 19 de Abril de 1882 por Ernst Wilhelm Leberecht Tempel.